# Toutencourt

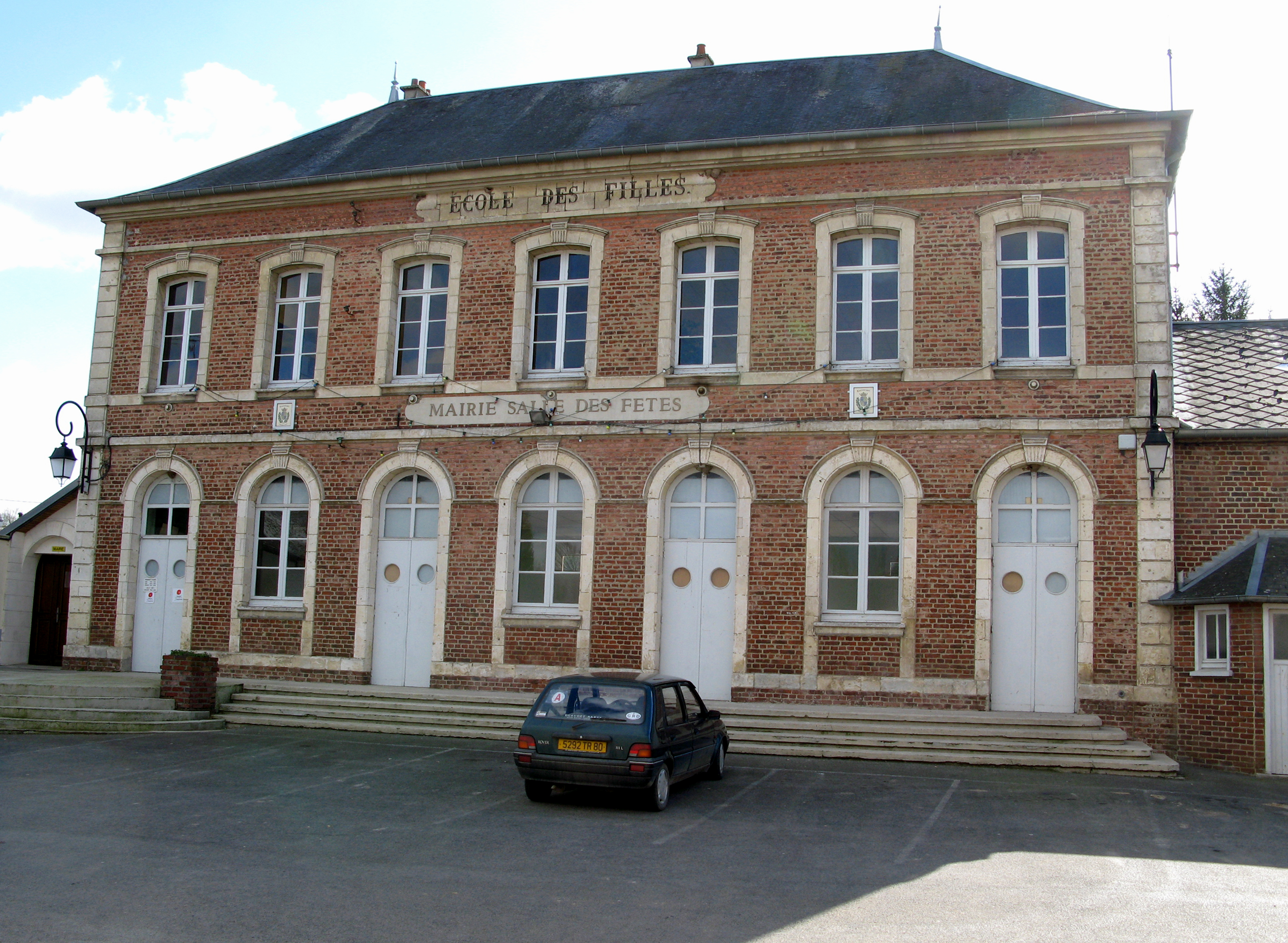
Gemeentehuis

Toutencourt is een gemeente in het Franse departement Somme (regio Hauts-de-France) en telt 494 inwoners (2004). De plaats maakt deel uit van het arrondissement Amiens.

## Geografie
De oppervlakte van Toutencourt bedraagt 14,2 km², de bevolkingsdichtheid is 34,8 inwoners per km².
De onderstaande kaart toont de ligging van Toutencourt met de belangrijkste infrastructuur en aangrenzende gemeenten.

## Demografie
Onderstaande figuur toont het verloop van het inwonertal (bron: INSEE-tellingen).